# Montecito
Montecito es un lugar designado por el censo ubicado en el condado de Santa Bárbara en el estado estadounidense de California. En el año 2000 tenía una población de 10 000 habitantes y una densidad poblacional de 224.9 personas por km².

## Geografía

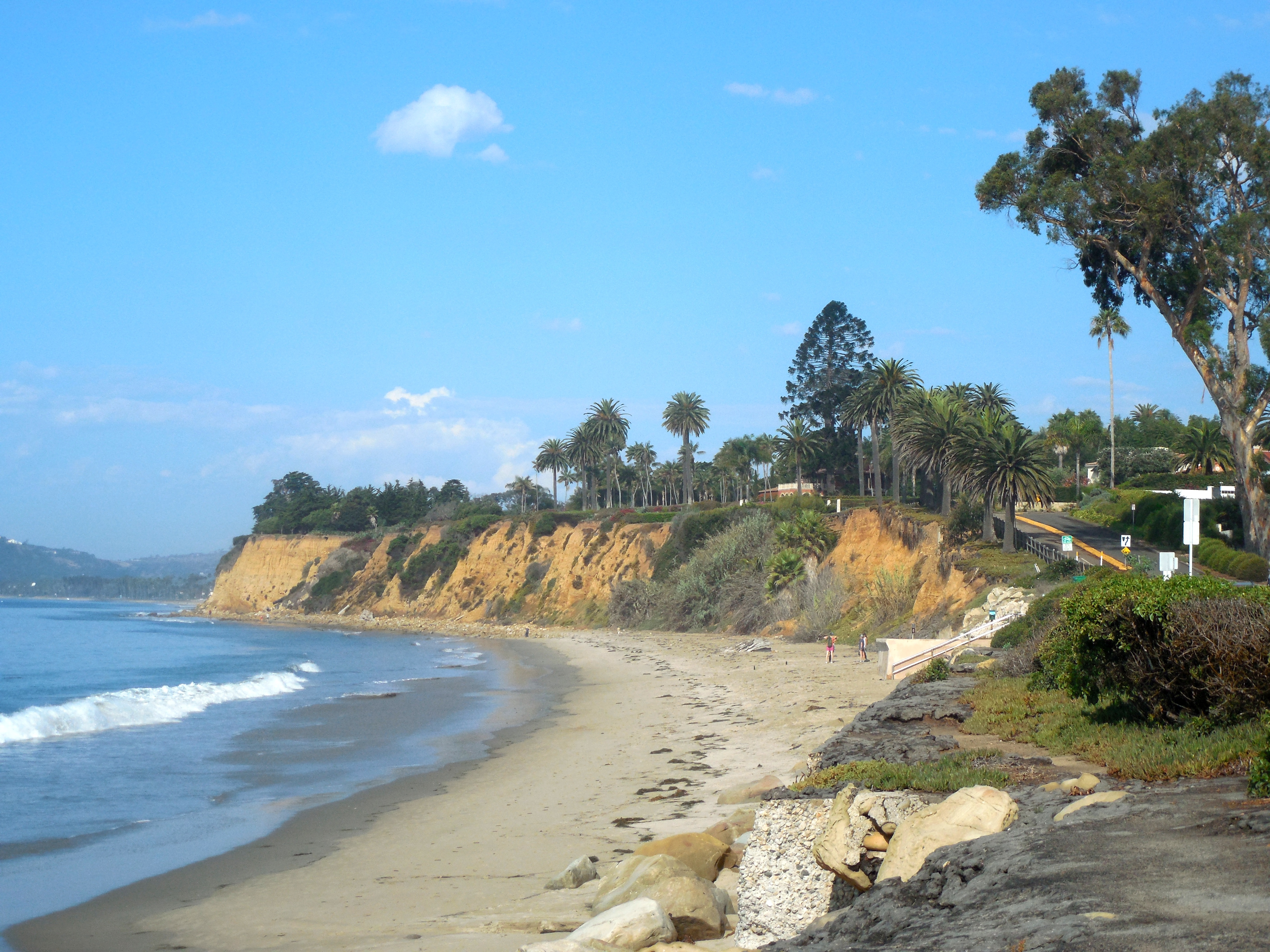
Vista hacia el oeste de La Playa de las Mariposas y los acantilados costeros en Montecito.

Montecito se encuentra ubicado en las coordenadas 34°26′1″N 119°37′55″O / 34.43361, -119.63194. Según la Oficina del Censo, la ciudad tiene un área total de 24,2 km² (9,3 mi²), de la cual 24,2 km² (9,3 mi²) es tierra y 0 km² (0 mi²) 0.00% es agua.

## Demografía
Los ingresos medios por hogar en la localidad son de $110,669, y los ingresos medios por familia son $130,123. Los hombres tienen unos ingresos medios de $81,719 frente a los $42,182 para las mujeres. La renta per cápita para la localidad es de $70,077. Alrededor del 3.8% de la población está por debajo del umbral de pobreza.